# دوائر داخلية وخارجية لمثلث

دائرة مثلث الداخلية وأخريات خارجية

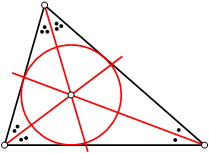
دائرة مثلث الداخلية

في الهندسة الرياضية، يُطلق اسم الدائرة الداخلية للمثلث على أكبر دائرة موجودة بتمامها ضمن المثلث أي أنها تلامس الأضلاع الثلاث للمثلث دون أن تقطع أي منها، مركز هذه الدائرة يدعى مركز الدائرة الداخلية للمثلث، ومسمى الدائرة الخارجية المماسة لمثلث هي دائرة تقع خارج المثلث وتمس واحد من أضلاعه وتمس مماسات الدائرتين الباقيتين. لكل مثلث ثلاث دوائر خارجية مماسة، تمس كل منها ضلع من أضلاعه، ومن الممكن إيجاد مراكز الدوائر المماسة الخارجية من تقاطع منصفات زوايا المثلث الثلاثة.

## إنشاء الدائرة الداخلية
نرسم منصفات زوايا المثلث حيث تلتقي في نقطة هي مركز الدائرة الداخلية, ثم نرسم المسقط العمودي لهذا المركز فيكون الشعاع هو المسافة بين المركز والمسقط العمودي.

## إنشاء الدائرة الخارجية
نرسم واسطات أضلاع المثلث حيث تلتقي في نقطة هي مركز الدائرة الخارجية, ويكون الشعاع هو المسافة بين المركز وأحد رؤوس المثلث.

## اقرأ أيضاً
- هندسة المثلثات